# Maximiano de Ravena

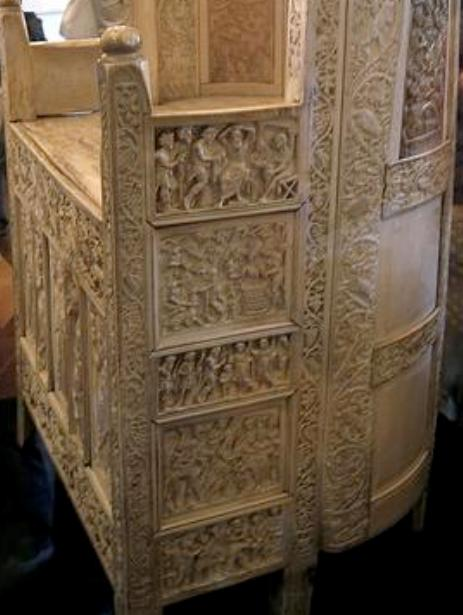
Vista lateral do trono de Maximiano

Maximiano (em latim: Maximianus; 22 de fevereiro de 499 – 21 de fevereiro de 556) foi bispo de Ravena, na Itália. Ravena foi a capital dos territórios na Itália do Império Bizantino, e o papel de Maximiano foi o de desempenhar funções políticas seculares. 

## Vida

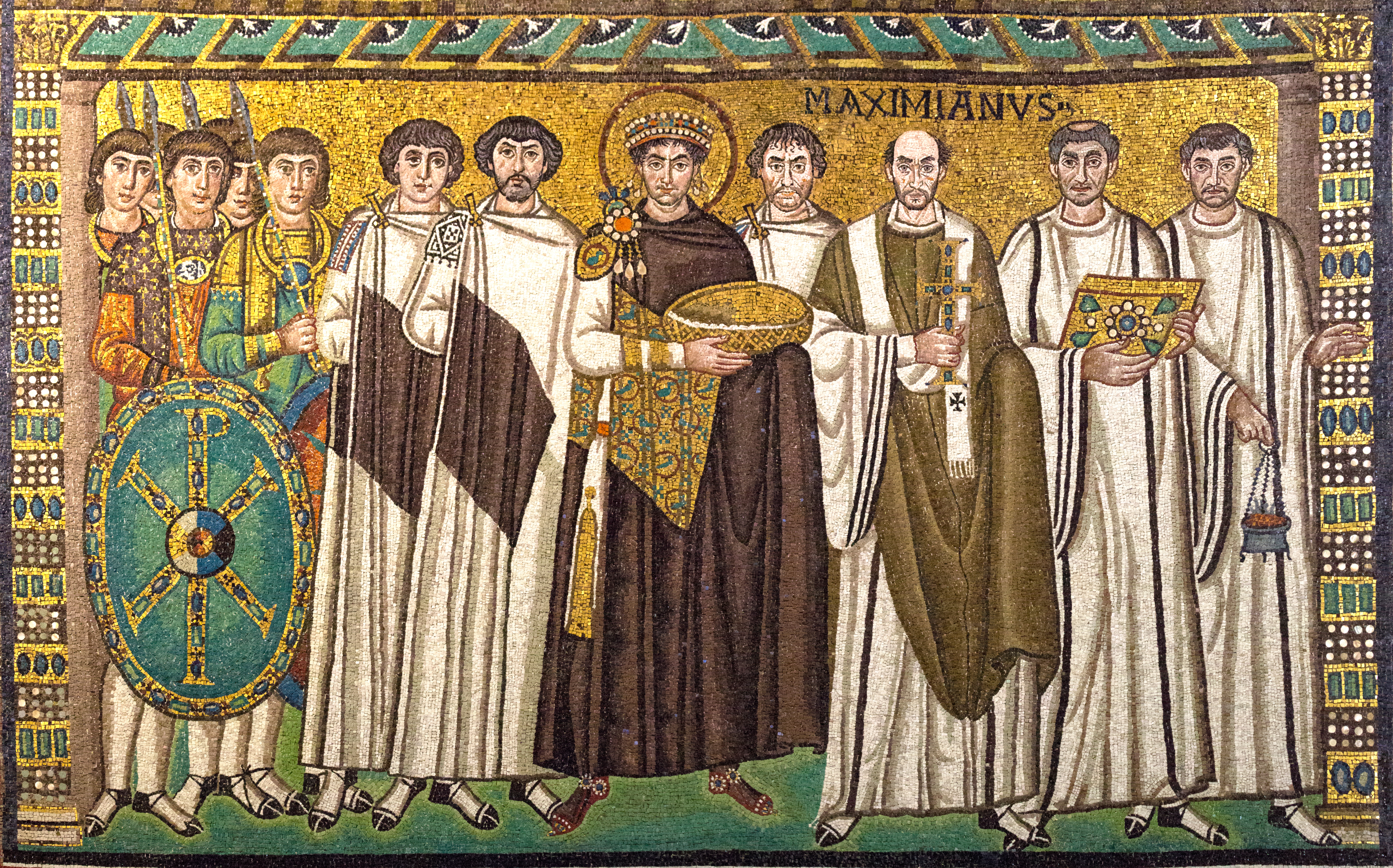
Maximiano de Ravena, em um mosaico na Basílica de São Vital, à esquerda de Justiniano

Nascido em Ístria, na cidade de Pola (atual Pula, na Croácia), foi consagrado bispo de Ravena em 546 pelo papa Vigílio em Patras, na Grécia. Maximiano era diácono de Pola, e quando tinha 48 anos, tornou-se o 26º bispo de Ravena. Segundo o padre André Agnelo (século IX), a congregação de Maximiano recusou, inicialmente, sua liderança por ter sido escolhido pelo imperador Justiniano I (r. 527–565) e por não ser um dos primeiros candidatos. Para Meyer Shapiro, historiador de arte moderna, Maximiano era "um pobre e diácono de Pola que alcançou alta posição através de sua destreza política" como protegido de Justiniano. O povo de Ravena não o queria como arcebispo, mas "com manobra astuta, venceu sua oposição e ganhou respeito por sua discrição, generosidade e grandes ações de construção e decoração à igreja".
Completou a Basílica de São Vital em Ravena e também construiu a Basílica de Santo Apolinário em Classe e várias outras igrejas. Dedicou-se à revisão dos livros litúrgicos e correção do texto em latim da Bíblia, além de encomendar vários manuscritos iluminados. Ordenou a confecção de uma cortina feita com o pano mais caro e que foi bordada com imagens da vida de Jesus para o altar-mor. Em outra cortina, ordenou os retratos de todos os seus antecessores bordada a ouro. Dentre suas mobílias episcopais mais notáveis está o trono de Maximiano, uma cátedra feita inteiramente com gravuras em marfim, provavelmente produzida em Constantinopla, capital do Império Bizantino.[carece de fontes?]
Em um mosaico do século VI na Basílica de São Vital, aparece com Justiniano e sua comitiva, segurando uma cruz gemada e se vestindo com as primeiras versões de uma alva, casula e pálio. É considerado como santo pelas Igrejas Católica e Ortodoxa e há uma igreja dedicada a ele em Ravena.[carece de fontes?]